# مینی سی‌دی

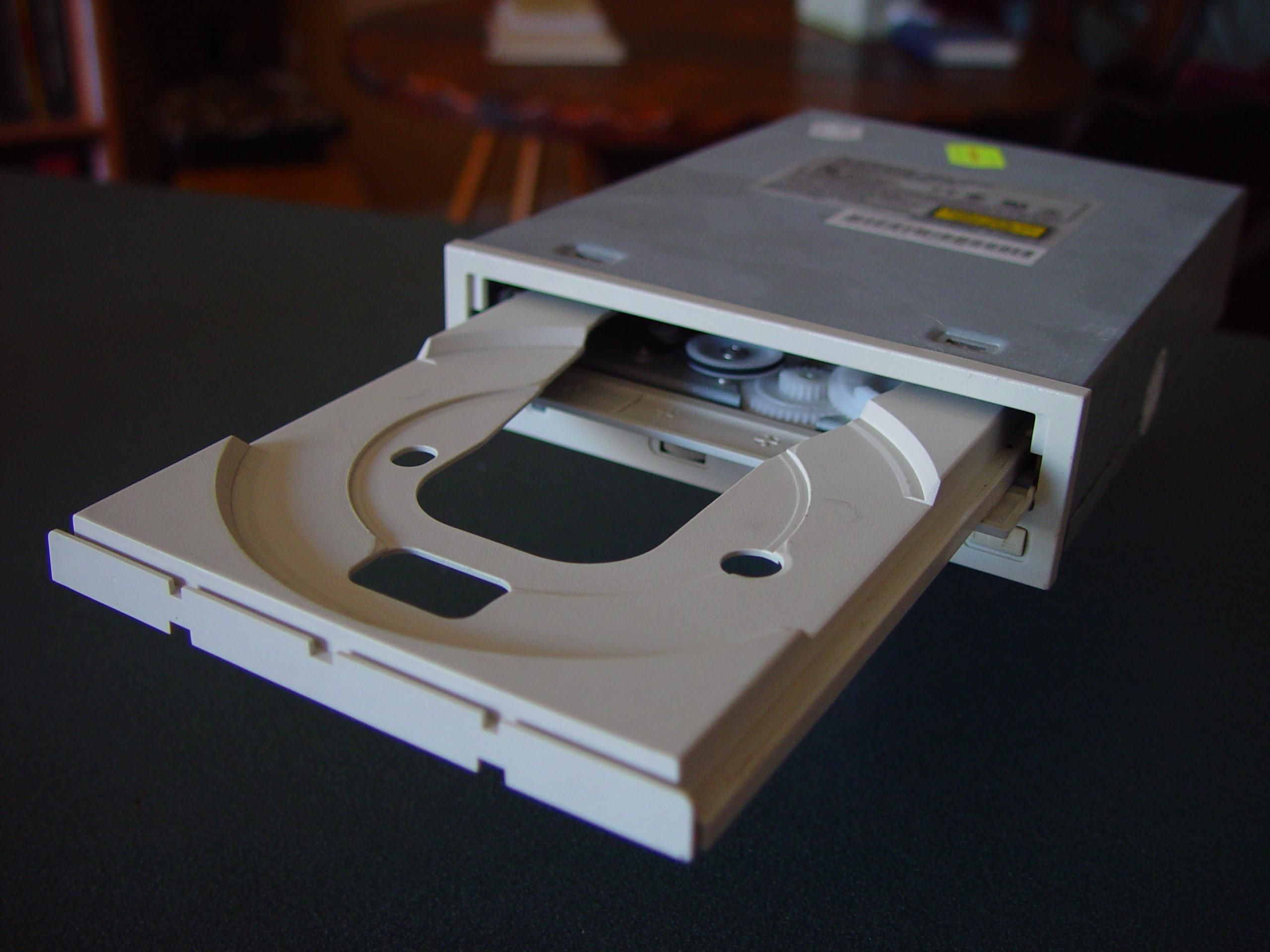
تورفتگی عمیق‌تر روی سینی دیسک برای مینی سی دی و مینی دی وی دی است

مینی سی دی (انگلیسی: Mini CD) نوعی لوح فشرده با طول ۸ سانتی‌متر است که یک سوم لوح فشرده متداول که ۱۲ سانتی‌متر طول دارد ظرفیت ذخیره‌سازی داده را دارد. حجم ذخیره ساری در بحث مینی سی دی 200 مگا بایت بوده که در ایران تولید این محصول به صورت استمپر قابل تولید بوده و اخیرا با توجه به اضافه شدن صنعت لیزر در بحث تولید دات سی دی  و دی وی دی از این تکنولوژی برای تولید مینی بعد از تولید استفاده می‌شود که با برش انواع سی دی و دی وی دی دست به تولید این محصول زده می‌شود قابل ذکر است که این تکنولوژی باعث تولید سی دی در شکل‌های مختلف نیز قابلیت را افزون کرده و قابل تولید می‌باشد  

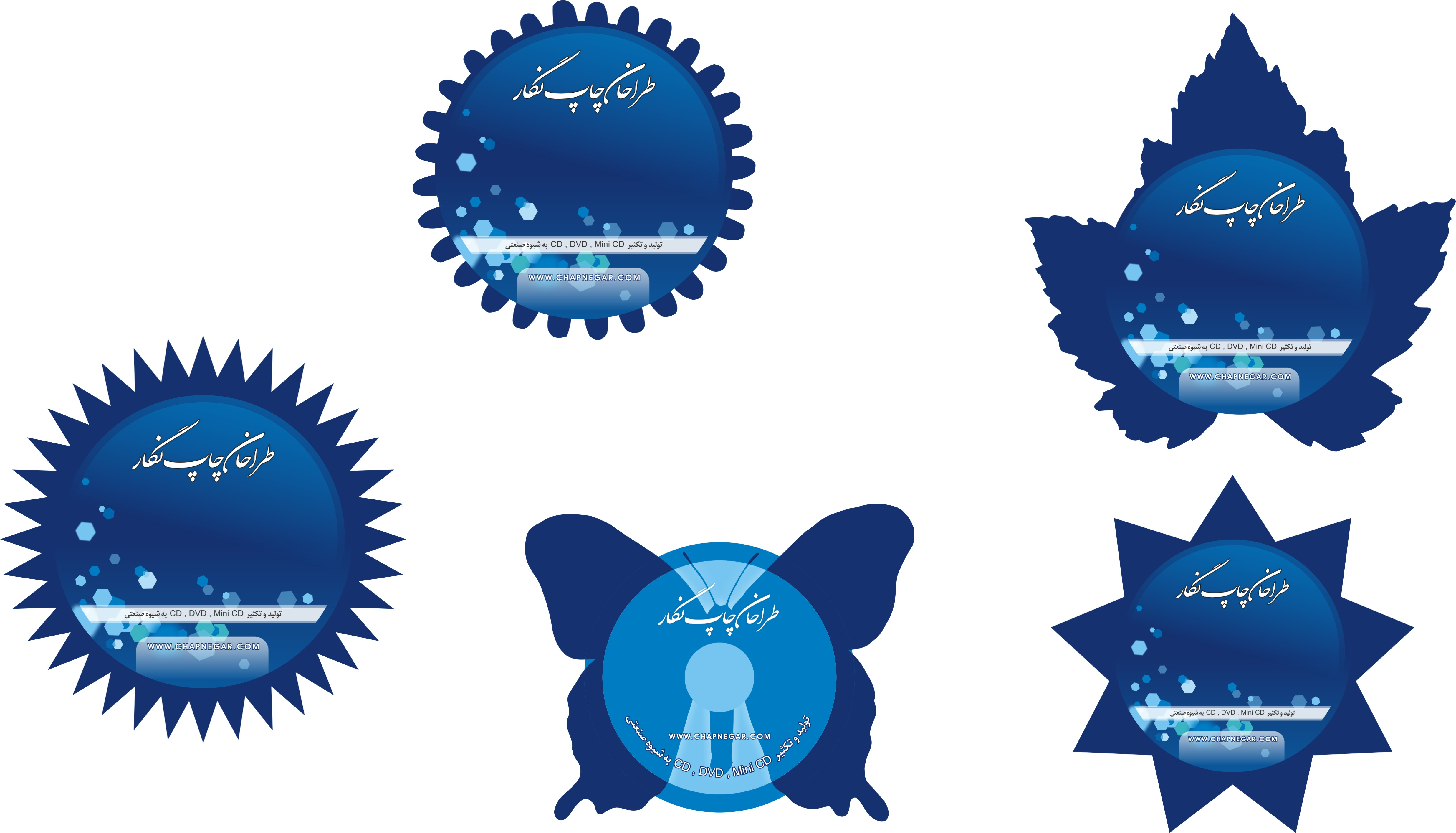
تولید سی دی در اشکال مختلف

## مزایا
- قیمت کمتری از لوح فشرده ۱۲ سانتی‌متر دارد.
- حجم و وزن کمتر
- به دلیل حجم کمتر از مواد اولیه کمتری استفاده می‌کند در نتیجه با محیط زیست دوستانه‌تر است.

این نوع لوح فشرده برای مصارفی که نیاز به ذخیره‌سازی حجم کمی از داده روی یک لوح فشرده (CD) را دارند بسیار مناسب است، مصارفی مانند:
- درایور دستگاه‌ها
- لوح زنده از سیستم عامل‌های کم-حجم مانند فری داس
- تک‌آهنگ